# Ernst Ransohoff
Ernst Ransohoff (geboren 21. Dezember 1890 in Magdeburg; gestorben 25. Juli 1963 in Berlin) war ein deutscher Richter.

## Leben
Ernst Ransohoff besuchte das Schiller-Realgymnasium in Charlottenburg, begann ein Studium der Geisteswissenschaften in Grenoble und studierte dann Rechtswissenschaften in Berlin, Freiburg im Breisgau und München. Das erste juristische Staatsexamen legte er im März 1914 ab, im April 1918 wurde er promoviert. Im November 1916 wurde er zum Hilfsdienst herangezogen und von Januar 1917 bis Dezember 1918 war er Soldat im Ersten Weltkrieg. 
Nach dem zweiten Staatsexamen 1919 war er zunächst beim Landgericht Cottbus tätig, 1924/25 war er Syndikus für die Kreisverwaltung Calau, 1926 wurde er in Cottbus zum Amtsgerichtsrat ernannt. Ransohoff wurde 1924 Mitglied im Republikanischen Richterbund. Er wurde Mitglied der DDP, trat 1931 in die SPD über und war Reichsbannermitglied.
Nach der Machtübergabe an die Nationalsozialisten wurde Ransohoff im April 1933 aus rassistischen Gründen zwangsweise beurlaubt und wurde im Juli entlassen und mit einem Berufsverbot belegt. Er zog mit seiner „arischen“ Frau nach Berlin und galt nach den Nürnberger Gesetzen in einer sogenannten „privilegierten Mischehe“ lebend und damit vor Deportationen geschützt. Im März 1943 wurden sie in die Berliner Rosenstraße deportiert, und er musste auf einem Kohlenplatz schwere Zwangsarbeit leisten. Das Ehepaar Ransohoff versteckte eine Jüdin.    
Nach Kriegsende war er zunächst Amtsrichter in Berlin-Kreuzberg und kehrte dann nach Cottbus zurück, wo er als Rechtsanwalt arbeitete. Im Mai 1949 wurde er vom NKWD verhaftet und bis April 1955 inhaftiert. Nach seiner Haftentlassung lebte er in Charlottenburg in West-Berlin.

## Dissertation
- Vergleichende Darstellung des Rechts der Städte und der Landgemeinden in den sieben östlichen Provinzen der preussischen Monarchie. Diss. Berlin, 1918